# La Voivre (Haute-Saône)
La Voivre is een gemeente in het Franse departement Haute-Saône (regio Bourgogne-Franche-Comté) en telt 142 inwoners (2011). De plaats maakt deel uit van het arrondissement Lure.

## Geografie
De oppervlakte van La Voivre bedraagt 11,8 km², de bevolkingsdichtheid is 12 inwoners per km².
De onderstaande kaart toont de ligging van La Voivre (Haute-Saône) met de belangrijkste infrastructuur en aangrenzende gemeenten.

## Geschiedenis
In 587 stichtte hier  de heilige Columbanus het klooster van Annegray. 

## Demografie
Onderstaande figuur toont het verloop van het inwonertal (bron: INSEE-tellingen).